# Imperialismen som kapitalismens högsta stadium

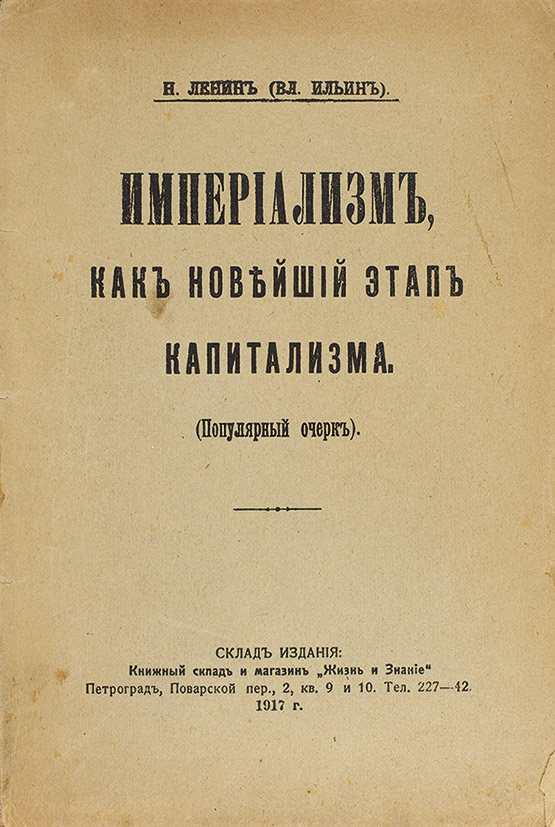
Ryska originalutgåvan av Imperialismen som kapitalismens högsta stadium från 1917.

Imperialismen som kapitalismens högsta stadium (ryska: Империализм, как высшая стадия капитализма, Imperializm, kak vysshaja stadija kapitalizma) är ett verk skrivet av Vladimir Lenin 1916 och publicerat 1917. 
I boken spinner Lenin vidare på de teorier om hur kapitalismen fungerar som framläggs av Karl Marx i Kapitalet (1867). Lenin beskriver hur kapitalismens ständiga strävan till maximering av vinst (eller profit) enligt honom nödvändigtvis leder till imperialism och kolonialism, på jakt efter större vinster på krympande och instabila utländska marknader. Boken anses ofta vara ett av leninismens viktigaste bidrag till marxismens ekonomiska teori.